# Ezio Bosso
Pour les articles homonymes, voir Bosso.
Ezio Bosso (né le 13 septembre 1971 à Turin et mort le 15 mai 2020 à Bologne) est un chef d’orchestre et un compositeur italien.

## Biographie
Depuis l’apparition d’une néoplasie en 2011, Ezio Bosso est handicapé par une dégénérescence neuropathique, initialement diagnostiquée par erreur comme une maladie de Charcot (SLA), qui ne l’empêche cependant pas de diriger, dont des orchestres de premier plan comme le London Symphony Orchestra.
Le 30 octobre 2015  sort son premier grand album studio The 12th Room qui atteint la troisième place du classement des albums du  FIMI italien .
Il a remporté plusieurs prix pour ses compositions, notamment le « Green Room Award australien  », le « Syracuse NY Award » et deux nominations au David di Donatello pour la musique du film L'Été où j'ai grandi (2004) et Le Garçon invisible (2015). Ses compositions ont été jouées dans divers films, performances artistiques et productions théâtrales .
Ezio Bosso est mort le 15 mai 2020 dans sa maison de Bologne à l'âge de 48 ans.

## Hommage posthume
Avec le documentaire de Giorgio Verdelli Ezio Bosso. Le cose che restano Ezio Bosso est protagoniste du festival du film de Venise 2O21. Le film sortira dans les cinémas italiens les 4, 5 et 6 octobre 2021.

## Discographie
- The Roots (A Tale Sonata) - Ezio Bosso, piano ; Relja Lukic, violoncelle (28 novembre-1er décembre 2018, Sony 19075869932) (OCLC 1129829092) — Œuvres de Pärt (Fratres), Bach (Ich ruf’ zu dir, Herr Jesu Christ, BWV 639 ; Wenn wir in höchsten Nöten sein, BWV 641 ; Sonate pour viole de gambe et clavier, BWV 1027, III. Andante), Beethoven (Sonate pour piano no 14, I. Andante), Messiaen (Quatuor pour la fin du Temps : V. Louange a l'Éternité de Jésus) et Bosso, Bagatelle no 3 et Sonate pour violoncelle et piano no 1.